# دیگه
دیگه (به لاتین: Dige) یک شهرک در جمهوری خلق چین است که در بخش ییچنگ واقع شده‌است. دیگه ۳۱ متر بالاتر از سطح دریا واقع شده‌است.